# 韓果
韓 果（かん か、生年不詳 - 572年）は、中国の西魏・北周の軍人。字は阿六抜。本貫は代郡武川鎮。

## 経歴
賀抜岳の西征に従い、召されて帳内となった。万俟醜奴らの討伐にあたり、数十戦を転戦した。膂力にすぐれ、鎧を着て戈をかつぎ、山嶺を渡り歩くのを苦にしなかった。功績により宣威将軍・子都督に任じられた。534年、宇文泰の下で侯莫陳悦を討ち、都督に転じ、邯鄲県男に封じられた。孝武帝が関中に入ると、石城県伯に進んだ。535年、西魏が建国されると、爵位は公に進み、通直散騎常侍の位を加えられた。
韓果は物覚えがよく、行ったところの山川の地勢をよく記憶していたので、斥候・偵察の任務に重用された。宇文泰はこのため韓果を虞候都督とし、征戦のたびに随行させ、昼夜を問わず巡察させた。宇文泰が竇泰を潼関で襲撃すると、韓果は征虜将軍に任じられた。また弘農を奪回し、河南城を抜き、郡守を捕らえるのに、論功最上とされた。沙苑の戦いや河橋の戦いでも功績を挙げ、撫軍将軍・銀青光禄大夫となった。朔州刺史となり、安州刺史に転じ、帥都督を加えられた。543年、邙山の戦いに参加し、凱旋すると、河東郡太守に任じられた。従軍して稽胡を北山に破った。このとき韓果は人跡まれな険阻な土地に踏み入り、稽胡の部落を破ったので、稽胡は韓果の強健をはばかって「著翅人」と呼んだ。宇文泰はこのことを聞くと、「著翅とは大げさだ。控えめに飛将としよう」と言って笑った。大都督・車騎大将軍・儀同三司・驃騎大将軍・開府儀同三司を歴任し、宜州刺史として出向した。前後の功により、爵位は褒中郡公に進んだ。554年、大将軍となった。賀蘭祥の下で吐谷渾を討ち、功により一子県公の別封を受けた。560年、また軍を率いて稽胡を破り、多くの捕虜をえた。寧州刺史に任じられた。563年、少師に任じられ、位は柱国に進んだ。564年、尉遅迥の下で洛陽を包囲した。北周の軍は敗れて撤退したが、韓果は部下を守って帰還した。566年、華州刺史に任じられ、寛容な為政で知られた。572年、死去した。
子の韓明が後を嗣ぎ、上大将軍・黎州刺史に上ったが、尉遅迥の乱に参加して処刑された。

## 伝記資料
- 『周書』巻27 列伝第19
- 『北史』巻65 列伝第53